# Хорватський військово-морський відділ
Хорватський військово-морський відділ (хорв. Hrvatski pomorski odjel, більш відомий як Хорватська військово-морська легія) — перший і єдиний підрозділ військово-морських сил Домобранства Незалежної держави Хорватія.

## Передумови створення
На час проголошення Незалежної держави Хорватії вона не мала регулярних збройних сил. Залишки флоту і армії Королівства Югославії захопили усташі, Італія та Третій Рейх. Під великим тиском з боку Італії Незалежна держава Хорватія підписала договір, за яким зобов'язалася не тримати флоту на Адріатичному морі. Щоб якось домогтися створення власного флоту, НДХ запропонувала відрядити військово-морський відділ хорватів на Східний фронт. Лише за таких умов у НДХ з'явилася можливість взятися до формування ВМС.
10 липня 1941 року капітан Андро Вкрлян, перший командир відділу, та головний квартирмейстер штабу ВМФ Рейху в Софії С. Беннеке уклали угоду про службу хорватських військових моряків у Кріґсмаріне.

## Загреб
Сформована в столиці Хорватії 17 липня 1941 року перша команда у складі 120 офіцерів, унтер-офіцерів і матросів вирушила до Варни (Болгарія). Командиром легіону став капітан 2 рангу (фрегаттен-капітан) Андро Врклян, якого невдовзі змінив капітан 3 рангу (корветтен-капітан) Степан Руменович.

## Варна
Увечері 19 липня 1941 перші хорватські моряки прибули на підготовку до Варни. Друга й третя команди (88 та 50 осіб відповідно) прибули 20 серпня. Загальна чисельність хорватського відділу досягла 258 осіб. Тут легіонери отримали однострої та розпочали навчання на катерах та підводних човнах. Протягом підготовчого періоду підрозділ брав участь в охороні берегової лінії, пошуку та знешкодженні мін, виявленні радянських диверсантів.

## Україна
У другій половині вересня 1941 року двома групами ХВМВ було передислоковано в Миколаїв. Перша група на чолі з С. Руменовичем прибула 29 вересня. Несли службу в гирлі Бугу, розміновували прибережні ділянки. Трохи згодом прибула друга група з Андро Вркляном.
У листопаді 1941 частина військовослужбовців відділу відбула в Маріуполь, де базувалася в порту, для організації берегової флотилії та оборони прибережної зони.
І в Миколаєві, і в Маріуполі представники хорватських ВМС найняли на роботу українських рибалок. Частина була задіяна в рибальстві, частина — в обслуговуванні плавскладу та інфраструктури. З українців було організовано риболовну флотилію.
З середини листопада почалися сильні морози, і ХВМВ під захистом німецьких ВПС передислокував більшість суден до Керчі. Частина суден із Маріуполя перебазувалися до Генічеська. На підході до міста німецькі та румунські війська з невідомих причин відкрили артилерійський та кулеметний вогонь у бік суден під прапором НДХ, проте втрат флотилія не зазнала.
Зрештою, весь відділ було розподілено на флотилію в Маріуполі, групу Азовського моря в Генічеську та групу Криму — в Ялті.
Всі плавзасоби було задіяно на пошуку мін у Керченській протоці та підготовці транспортування німецьких військ з Керчі на Кавказьке узбережжя. Втім, з настанням морозів радянські війська з протилежного берега Керченської протоки артилерійським вогнем усе більше дошкуляли флотиліям у Криму. Відтак у кінці грудня 1941 року німецьке військове командування в Криму наказало евакуювати залишки флотилій. 27 грудня Андро Врклян привів судна до Феодосії.
У грудні 1941 року хорватські моряки брали участь у відбитті радянського десанту біля Феодосії.
Наприкінці 1942 року ХВМВ передав судна та інфраструктуру іншим командам і повернувся до Хорватії. На той час до складу відділу входило близько 1000 осіб, серед яких було чимало українців.
Улітку 1943 року відділ отримав батарею берегової артилерії, особовий склад відбув вишкіл у Німеччині та Болгарії. У жовтні 1943 року легіон передислокували до Трієста, де особовий склад було розподілено у різні екіпажі кораблів Кріґсмаріне.